# Jan Anthonie Bruijn
Pour les articles homonymes, voir Bruijn.
Jan Anthonie Bruijn, né le 7 février 1958 à La Haye, est un homme politique néerlandais. Membre du Parti populaire pour la liberté et la démocratie (VVD), il est président de la Première Chambre des États généraux depuis le 2 juillet 2019.

## Biographie

### Carrière privée
Diplômé de l'université Johns-Hopkins, de l'université Érasme de Rotterdam et de l'université de Leyde, il est professeur de médecine à Leyde spécialisé en immunopathologie. Il réside à Wassenaar.

### Engagement politique
Figurant sur la liste du VVD aux élections sénatoriales de 2011, Jan Anthonie Bruijn entre à la Première Chambre le 6 novembre 2012 à la suite de la démission de Jos van Rey. Élu pour un mandat complet à l'occasion des élections sénatoriales de 2015, il devient président de la commission permanente sur la santé, le bien-être et les sports. En 2018, à la suite des élections municipales, il est nommé formateur à Rotterdam, fonction visant à rassembler une majorité au conseil municipal en vue de la formation du nouvel exécutif. Pour les élections provinciales un an plus tard, il est président de la commission chargée d'élaborer le programme du VVD en Hollande-Méridionale.
Réélu en 2019, il concourt à la présidence de la Première Chambre à la suite du départ d'Ankie Broekers-Knol pour la fonction de secrétaire d'État (nl) au ministère de la Justice et de la Sécurité. Bruijn est élu face à Joris Backer (Démocrates 66), Toine Beukering (Forum pour la démocratie) et Ruard Ganzevoort (Gauche verte).